# مارغريت إل. أندرسون
مارغريت إل. أندرسون (بالإنجليزية: Margaret L. Anderson)‏ هي مؤرخة أمريكية، ولدت في 18 أكتوبر 1941 في واشنطن العاصمة في الولايات المتحدة.